# Годобери (Гунибский район)
Годобери (авар. Гъодобериб) — село в Гунибском районе Дагестана. Входит в состав Тлогобского сельсовета.

## География
Село находится на берегу реки Кудиябор (бассейн реки Кунада), на расстоянии 12 км к северо-западу от села Гуниб, административного центра района.

## Население
| 1939 | 1970 | 1989 | 2002 | 2010 | 2021 |
| ---- | ---- | ---- | ---- | ---- | ---- |
| 25   | ↘8   | ↗27  | ↘0   | ↗11  | ↗14  |